# Belrupt
Pour l’article homonyme, voir Belrupt-en-Verdunois.
Pour les articles homonymes, voir Rupt (homonymie).
Belrupt [bɛlʁy]  est une commune française située dans le département des Vosges, en région Grand Est.
Ses habitants sont appelés les Belruptiens.

## Géographie

### Localisation
Belrupt est une commune de la Vôge, à 5 km de Darney, 34 km d’Épinal et 32 km de Mirecourt, son ancien chef-lieu d'arrondissement.
Le nom de Belrupt était aussi donné à un écart de la commune d’Hennezel, trente-trois habitants ; on y trouvait une verrerie. L'écart est de nos jours communément appelé la Verrerie.

### Géologie et relief
La commune est située en partie sur une colline et en partie sur le versant de celle-ci. L'altitude moyenne est de 327 m, le terrain est constitué de grès bigarré.

### Hydrographie et les eaux souterraines
Hydrogéologie et climatologie : Système d’information pour la gestion des eaux souterraines du bassin Rhin-Meuse :
Territoire communal : Occupation du sol (Corinne Land Cover); Cours d'eau (BD Carthage),
Géologie : Carte géologique; Coupes géologiques et techniques,
 Hydrogéologie : Masses d'eau souterraine; BD Lisa; Cartes piézométriques.

#### Réseau hydrographique
La commune est située dans le bassin versant de la Saône au sein du bassin Rhône-Méditerranée-Corse. Elle est drainée par la Saône, le ruisseau de Bois le Saint, le ruisseau de Joncey, le ruisseau de la Ferme de l'Hôpital et le ruisseau de l'Étang de Belrupt.
La Saône prend sa source à Vioménil au pied du Ménamont, au sud des monts Faucilles à 405 m d'altitude. Elle conflue avec le Rhône à Lyon, à l'altitude de 163 mètres après avoir traversé le val de Saône.
Les étangs Chantrelle, du Bourlier et des Receveurs  complètent le réseau hydrographique.

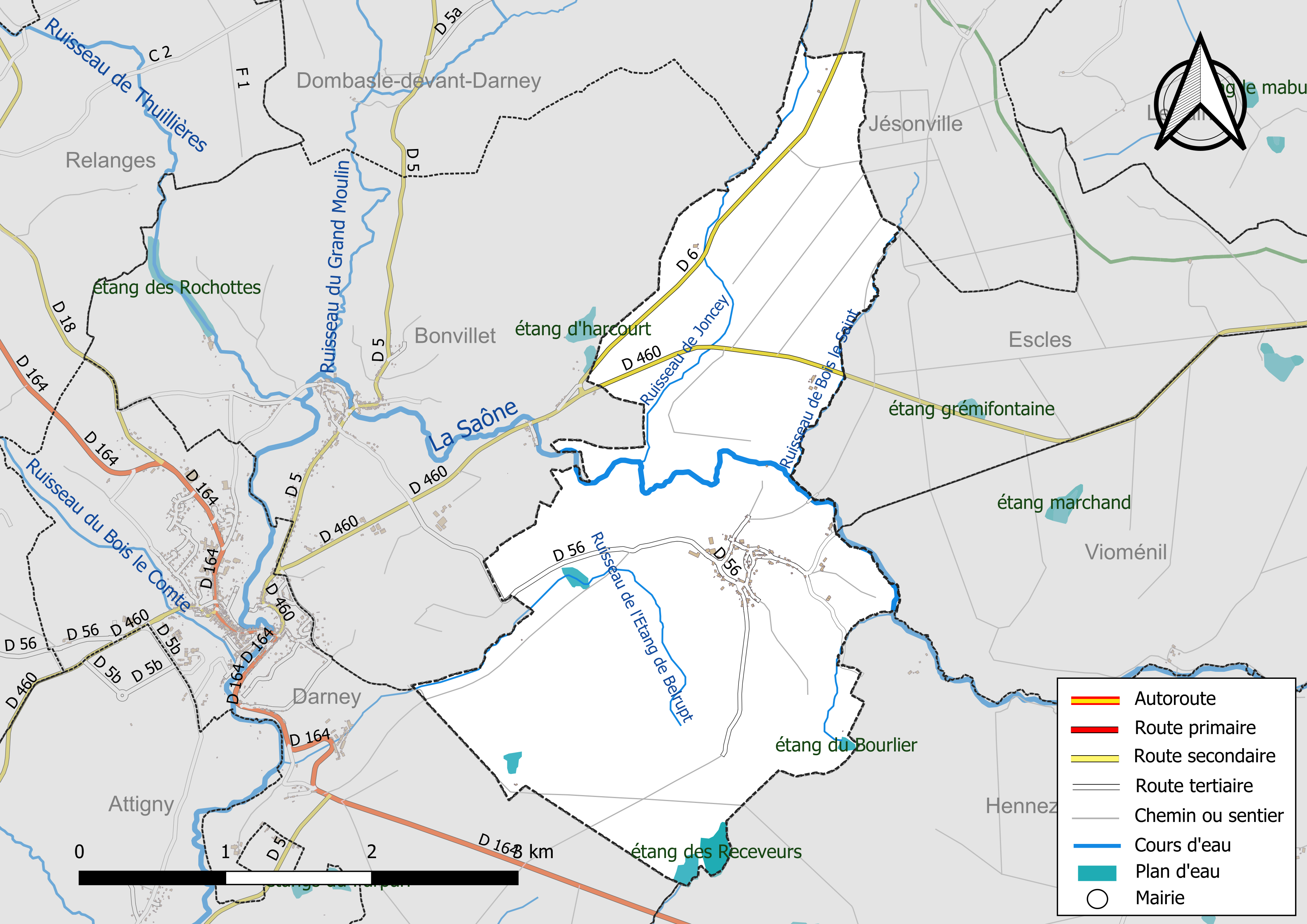
Réseaux hydrographique et routier de Belrupt.

#### Gestion et qualité des eaux
Le territoire communal est couvert par le schéma d'aménagement et de gestion des eaux (SAGE) « Nappe des Grès du Trias Inférieur ». Ce document de planification, dont le territoire comprend le périmètre de la zone de répartition des eaux de la nappe des Grès du trias inférieur (GTI), d'une superficie de 1 497 km2,  est en cours d'élaboration. L’objectif poursuivi est de stabiliser les niveaux piézométriques de la nappe des GTI et atteindre l'équilibre entre les prélèvements et la capacité de recharge de la nappe. Il doit être cohérent avec les objectifs de qualité définis dans les SDAGE Rhin-Meuse et Rhône-Méditerranée. La structure porteuse de l'élaboration et de la mise en œuvre est le conseil départemental des Vosges.
La qualité des eaux de baignade et des cours d’eau peut être consultée sur un site dédié géré par les agences de l’eau et l’Agence française pour la biodiversité.

### Climat
Pour des articles plus généraux, voir Climat du Grand Est et Climat des Vosges.
En 2010, le climat de la commune est de type climat des marges montargnardes, selon une étude du Centre national de la recherche scientifique s'appuyant sur une série de données couvrant la période 1971-2000. En 2020, Météo-France publie une typologie des climats de la France métropolitaine dans laquelle la commune est dans une zone de transition entre le climat océanique altéré et le climat océanique altéré et est dans la région climatique  Lorraine, plateau de Langres, Morvan, caractérisée par un hiver rude (1,5 °C), des vents modérés et des brouillards fréquents en automne et hiver. 
Pour la période 1971-2000, la température annuelle moyenne est de 9,7 °C, avec une amplitude thermique annuelle de 17 °C. Le cumul annuel moyen de précipitations est de 1 001 mm, avec 12,9 jours de précipitations en janvier et 9,8 jours en juillet. Pour la période 1991-2020, la température moyenne annuelle observée sur la station météorologique de Météo-France la plus proche, « Lignéville », sur la commune de Lignéville à 14 km à vol d'oiseau, est de 10,3 °C et le cumul annuel moyen de précipitations est de 856,3 mm. 
La température maximale relevée sur cette station est de 38,7 °C, atteinte le 25 juillet 2019 ; la température minimale est de −17,5 °C, atteinte le 20 décembre 2009,,. 
Les paramètres climatiques de la commune ont été estimés pour le milieu du siècle (2041-2070) selon différents scénarios d'émission de gaz à effet de serre à partir des nouvelles projections climatiques de référence DRIAS-2020. Ils sont consultables sur un site dédié publié par Météo-France en novembre 2022.

### Voies de communications et transports

#### Voies routières
- Commune desservie par la route départementale D 56 rejoignant la départementale D 460.

#### Transports en commun

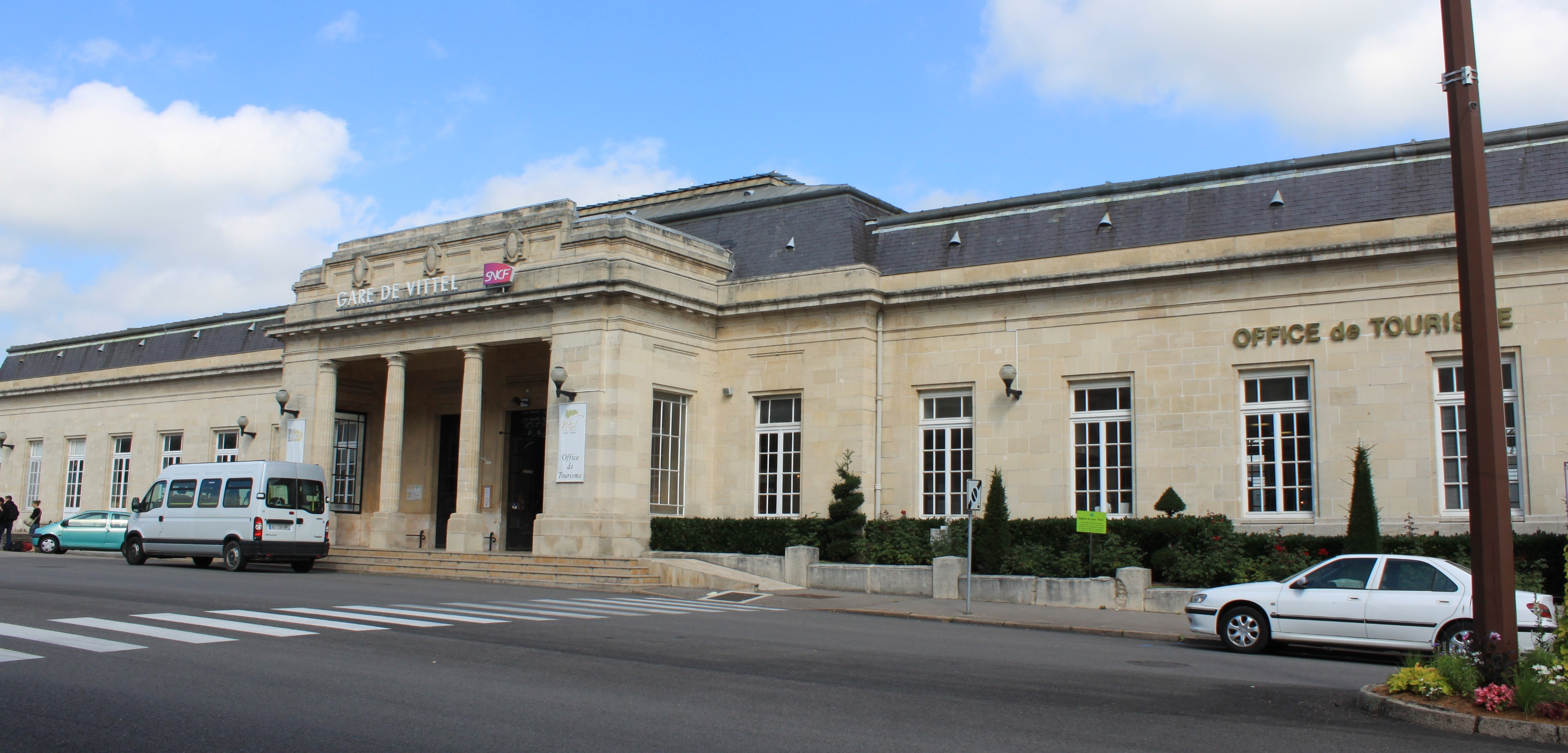
Gare de Vittel.

- Fluo Grand Est.

Réseau de transport en commun des Vosges Livo.

#### Lignes SNCF
- Gare de Contrexéville
- Gare de Vittel

L’ancienne ligne de chemin de fer Jussey-Darnieules traversait la vallée de la Saône sur un monumental viaduc qui existe toujours.

## Toponymie
Le nom de la localité est attesté sous les formes A. de Bello Rivo (1182) ; B. de Bello Ruivo (XIIe siècle) ; J. de Belru (1213) ; A. de Berru (1228) ; Belrui (1241) ; Biaruz (1269) ; Beau Ru, Beru (1272) ; Bealrui (1290) ; Beauruz (1290) ; Belruiz (1297) ; Beilruy (1299) ; Belruy (1315) ; Belrup (1444) ; Le Belruy (1502) ; Belruz (1549) ; Belrux (1556) ; Belrup les Darney (1577) ; Belurupt (1570) ; Belrupt (1612) ; Belrus (1656) ; Beruz (XVIIe siècle) ; Besrupt (1701) ; Berupt (1714) ; Bel-Rupt (1749).

L’appellatif toponymique et hydronymique Rupt ou –rupt  désigne un cours d'eau, un ru, un ruisseau ou une rivière. De l'oil bel et rui (« ru »), « beau ruisseau ». Le village est sur la rivière la Saône.[réf. nécessaire]

## Histoire
Le village de Belrupt (Bel rupt) était encore, sur la fin XVIIIe siècle, le chef-lieu d’une baronnie. Le château, dit Durival, avait été établi sur les ruines de l’ancien, dont on avait conservé une tour qui servait de prison.
On trouve sur Belrupt un grand nombre de titres dont la plupart se rattachent à l’établissement de verreries.
En 1290, le duc Ferry donne à Henry de Blâmont, tout ce qu'il possède à Beauruz, à Bonviller devant Darney et aux bans desdites villes, excepté la haute forêt, l'étang, le moulin de Gébonviller avec le ruisseau jusqu'au grand étang.
En 1309, le duc Ferry échange avec Jean, fils du comte de Bourgogne, ce qu’il avait en la quatrième partie de Martinvelle excepté les bois, contre ce que Jean avait à Belrupt et Bonvillet.
Le 8 décembre 1444, Jeannette de Varonne, dame de Belrupt, donna son dénombrement au roi de Sicile pour la Tour de Belrupt, les fours et moulins dudit lieu, le sixième ez grosses dîmes de Bonvillet, une tour et maison à Darney, un gagnage et trois hommes à Jésonville.
Le 15 octobre 1577, le duc Charles cède à Christophe de Lignèville les terres et seigneuries de Houécourt, avec faculté d’y faire dresser signe patibulaire, château, maison et prisons, contre ce que ce seigneur possédait à Belrupt et Bonvillet.
Le 6 août 1622, le duc mande aux gens de sa chambre des comptes de laisser jouir le sieur de Belrupt, son premier écuyer, de la haute justice sur les sujets de la seigneurie de La Tour, à Belrupt, qu’il lui a donnée.
Voici maintenant les titres concernant les verreries

Avril 1524. Lettres du duc Antoine qui accordent à Charles du Tisal (ou Tysal), verrier, ouvrier de gros verres, demeurant ez verreries auprès de Darney, un lieu aux hautes forêts dudit Darney, au ban de Belrupt, sur la Saône, en un lieu qu’on dit Dessous-La-Goutte-Saint-Pierre, un peu au-dessous de la fontaine de Moyne, pour y bâtir une verrerie et y jouir de tous les privilèges, franchises, exemptions dont jouissent les autres verriers, moyennant un cens annuel de 6 francs à la recette de Lorraine et 2 francs au sonrier de Remiremont.
1555 Lettres de Nicolas de Lorraine, comte de Vaudémont, qui accordent à Georges Thiedry (ou Thietry) fils, et à François Hennezel fils, la permission d’établir une verrerie sur le ruz de Clerey, lieu dit Le Vieux-Verrier, ez ban de Belrupt et d’Attigny, et de jouir de tous les droits de franchise de pâturages pour leurs bêtes et autres exemptions et privilèges dont jouissent les autres verriers, moyennant un cens annuel de 20 francs et 100 écus au soleil pour entrée.
13 avril 1731 Ascensement à Pierre Colas, de Deuville, originaire dudit lieu, près Commercy, portant permission d’établir une manufacture de verres en table de toute sorte de valeur dans la forêt de Belrupt, gruerie de Darney, entre le Torchon, la Pille et la Croix Renard, sur la tour qui est dans cette contrée, au-dessous des terres du Torchon, sur un emplacement de 45 arpents, moyennant un cens annuel et perpétuel de six gros par arpent.
Il y avait, dans les villages de Belrupt et Bonvillet, bien que le roi fût seigneur haut justicier pour le tout, plusieurs seigneuries : celle du roi, celle de Fontette, celle du seigneur de Relanges, une autre au sieur de Cherisy, appelée la seigneurie de La Tour, enfin une dernière aux chanoines, qui l’avaient vendue au roi.
Dans chacune de ces seigneuries était un maire qui connaissait de toutes les actions réelles et personnelles, excepté dans le seigneurie du roi, dont les sujets répondaient devant le prévôt de Darney.
Quant au maire du prieur de Relanges, il ne jugeait rien.
Les habitants de Bonvillet résidant en la seigneurie des chanoines devaient trois gros par conduit à cause du guet.
Six conscrits ont été dénombrés en 1885.

### Témoignage historique
Extrait du Voyages aux pays des ancêtres du Comte d'Hennezel d'Ormois .
À l'origine de notre histoire familiale (famille d'Hennezel), on trouve les noms de Belrupt et de Bonvillet. Ils évoquent les plus anciennes seigneuries des Hennezel. Suivant la tradition, Henry, premier de notre nom, vivant à la fin du XIVe siècle, aurait été seigneur de ces deux villages, c’est ce qu’affirmaient du moins, il y a plus de deux siècles, les généalogistes officiels en faisant sanctionner, par les chambres des comptes de Lorraine, la filiation de la maison de Hennezel depuis 1392. Le dossier de preuves, reconnues bonnes, contenait deux actes de vente dans lesquels notre auteur était dit, seigneur de Bonvillet et de Belrupt (30 mai 1392 et 13 juin 1394). Ces qualités figuraient encore, un demi-siècle plus tard dans le contrat de mariage prouvant le troisième degré de la généalogie (6 juillet 1446). Mais les documents présentés à la chambre des comptes, étaient des copies collationnées, il serait intéressant aujourd'hui, pour étayer cette prétention, de découvrir les actes originaux.
Quoi qu'il en soit, ces seigneuries étaient aux mains des Thysac et des Hennezel au milieu du XVIe siècle. Dans deux dénombrements qu’il donnait à cette époque à Christine de Danemark, duchesse douairière de Lorraine, Christophe I de Hennezel est qualifié  « Sgr. de Bonvillet et de Belrupt en partie ». Un de ces actes est l’original, il se trouve à Nancy, aux archives de Meurthe-et-Moselle, il est signé et scellé des armes du gentilhomme, un écu penché à senestre, à trois glands et un croissant en chef, timbré d’un casque posé de trois quarts, avec des lambrequins (2 janvier et 5 février 1549).
À la fin de la même année, son beau-frère, Charles de Thysac, le fondateur de la verrerie de la Bataille, donnait à son tour, à la même princesse, le dénombrement de sa part de la seigneurie de Belrupt (3 décembre 1549). Il s’agissait notamment d’une tour, vestige de l’ancien château féodal, au XVIIe siècle. Cette tour fut le chef-lieu de la baronnie qui, des Thysac, passa aux du Houx de Viomenil.
Les Thysac, verriers à Belrupt, s’ancrèrent si solidement dans cette seigneurie de la tour, qu’ils finirent par se substituer complètement à l’ancienne race féodale du lieu. Au début du XVIIe siècle, Rémy de Thysac, seigneur de Belrupt étant mort, sa veuve Louise de Cherisey, fit l’hommage de cette seigneurie et de celle de Vallois (24 août 1616).
Leur fils, Eric de Thysac, colonel de chevau-léger et sergent de bataille du duc Charles IV, puis gouverneur de Hombourg et bailli d'Epinal, ne fut plus connu que sous le nom de Belrupt. Après que Charles IV eut érigé en baronnie en sa faveur sa part de sa seigneurie, il troqua son blason aux trois glands contre celui des sires de Belrupt, d’azur au lion d’argent.
À la fin du siècle, Charles de Thysac s’intitulait « baron de Belrupt, Bonvillet et Valfroicourt, comte de Monthureux ». Il était l’un des familiers de la cour du duc Léopold. Son alliance avec Catherine de Choiseul lui permit de faire figure de grand seigneur. Ses enfants, nés au château de Belrupt (1685, 1697 et 1701) eurent pour parrains des représentants de la plus haute aristocratie lorraine. L’un d'eux fut même filleul du prince de Vaudemont et de la princesse Anne de Lorraine.
Le ménage menait grand train. Ses dettes s’accumulèrent si bien qu’en 1705 les créanciers firent vendre toutes les seigneuries, même le droit de haute justice à Belrupt. Elles furent adjugées à François du Houx de Viomenil, seigneur de Fauconcourt, beau-frère de Jean de Hennezel du Grandmont (31 mars 1705).
À partir de cette époque, ce gentilhomme se qualifie baron de Belrupt, terre qui resta chez les du Houx jusqu’à la Révolution. Au XIXe siècle, il y avait encore des Belrupt-Tissac en Moravie et en Silésie, ils avaient été créés comtes du duché de Parme.
Le château de Belrupt fut reconstruit au XVIIIe siècle sur les ruines de l’ancien, la vieille tour conservée servit de prison. Sur un plan du temps de Louis XVI est figuré, au sud de l’église, le château avec ses girouettes, emblèmes féodaux (21 juillet 1784).
Aujourd’hui, les maisons du village s’éparpillent en bordure d’un quadrilatère à l’angle duquel s’élève, sur une légère éminence, l’église entourée de l’ancien cimetière. C’est vraisemblablement au centre de ce carré que se trouvaient le château et la tour. Notre passage rapide dans ce village ne permet pas d’en rechercher les traces.
L'église est fort modeste, elle semble plutôt une chapelle, un bâtiment rectangulaire surmonté sur le pignon est d’un clocheton d’ardoises. Elle doit être suffisante pour cette petite paroisse, dont la population n’atteint pas la moitié de celle de Viomenil. Elle a dû être reconstruite en 1763, date qui se lit au-dessus du portail.
À l’intérieur  aucun détail ne retient notre attention, aucune trace de pierre tombale. Cependant sous les dalles que nous foulons, reposeraient dit-on, les corps de Christophe de Hennezel et de son beau-frère, Charles de Thysac. Un certificat, donné au milieu du XVIIIe siècle par le curé de la paroisse, atteste qu’à cette époque, les sépultures de ces gentilshommes existaient encore.
La pierre tombale de Christophe se trouvait devant l'autel de la sainte vierge, du côté de l'épître. Elle portait cette inscription en lettres gothiques, accompagnée des armes du défunt :
Cy, git. Christophe de Hennezel, seigneur de Bonvillet et Belrupt qui
Trépassa le troisième jour d’octobre mil cinq cent cinquante deux
Prie dieu pour luy.
Du côté de l'évangile, en avant d'un petit autel, se voyait au dire du curé, une tombe avec la figure d’un seigneur armé de toutes pièces, avec un sabre et des gantelets du côté droit et du gauche, la figure d’un casque à cinq grilles et autour de cette figure se trouve inscrit :
Cy gist Charles de tisac, escuyer et seigneur en ce lieu qui décéda
L’an de notre seigneur mil cinq cent septante quatre au mois de juin
Le dix septième à huit heures du matin.
C'est l’abbé Estienne, curé de Bonvillet en 1752, qui releva, de façon un peu fantaisiste certainement, ces deux épitaphes, il faut n’en admettre l'authenticité qu’avec circonspection.
Un cliché de cette église, pris en bas du chemin qui donne accès fixera son souvenir dans mes dossiers.
Nous sortons du village pour gagner Darney. Après avoir traversé la ligne du chemin de fer, voici à droite de la route, à la lisière sud du bois de Genevoivre, et non loin de la Saône, une carrière de grès à ciel ouvert, on en extrait des pierres pour meules. J’en photographie quelques piles, entassées près du chemin. On en tire aussi des dalles et des blocs taillés, comme ceux qui se trouvent sur les demeures que nous avons vues.
Comte d'Hennezel d'Ormois.

## Politique et administration
| Période                                  | Période   | Identité        | Étiquette | Qualité |
| ---------------------------------------- | --------- | --------------- | --------- | ------- |
| Les données manquantes sont à compléter. |           |                 |           |         |
| mars 2001                                | mars 2014 | Jean-Paul Fèvre |           |         |
| mars 2014                                | En cours  | Isabelle Fresse |           |         |

### Budget et fiscalité 2022

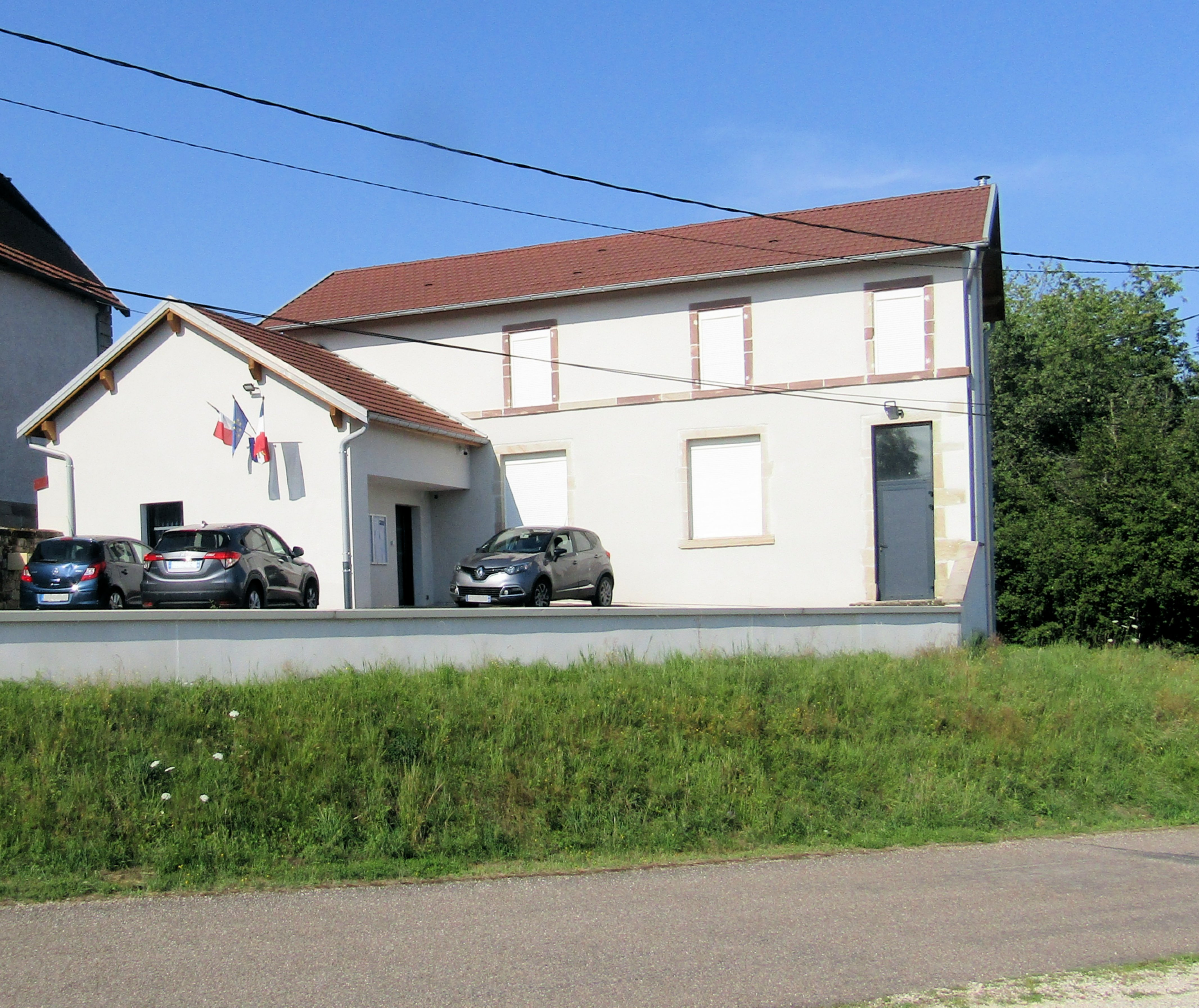
La mairie de Belrupt.

En 2022, le budget de la commune était constitué ainsi :
- total des produits de fonctionnement : 88 000 €, soit 884 € par habitant ;
- total des charges de fonctionnement : 79 000 €, soit 802 € par habitant ;
- total des ressources d'investissement : 55 000 €, soit 555 € par habitant ;
- total des emplois d'investissement : 9 000 €, soit 91 € par habitant ;
- endettement : 60 000 €, soit 610 € par habitant.

Avec les taux de fiscalité suivants :
- taxe d'habitation : 19,12 % ;
- taxe foncière sur les propriétés bâties : 38,50 % ;
- taxe foncière sur les propriétés non bâties : 26,28 % ;
- taxe additionnelle à la taxe foncière sur les propriétés non bâties : 0,00 % ;
- cotisation foncière des entreprises : 0,00 %.

Chiffres clés Revenus et pauvreté des ménages en 2021 : médiane en 2021 du revenu disponible, par unité de consommation.

### Intercommunalité
Initialement membre de la Communauté de communes du Pays de Saône et Madon, elle a fusionné avec deux autres EPCI pour former la Communauté de communes des Vosges côté Sud-Ouest au 1er janvier 2017.

## Urbanisme

### Typologie
Au 1er janvier 2024, Belrupt est catégorisée commune rurale à habitat dispersé, selon la nouvelle grille communale de densité à sept niveaux définie par l'Insee en 2022.
Elle est située hors unité urbaine et hors attraction des villes,.

### Occupation des sols
L'occupation des sols de la commune, telle qu'elle ressort de la base de données européenne d’occupation biophysique des sols Corine Land Cover (CLC), est marquée par l'importance des forêts et milieux semi-naturels (62,2 % en 2018), en augmentation par rapport à 1990 (61,1 %). La répartition détaillée en 2018 est la suivante : 
forêts (62,2 %), prairies (37,8 %). L'évolution de l’occupation des sols de la commune et de ses infrastructures peut être observée sur les différentes représentations cartographiques du territoire : la carte de Cassini (XVIIIe siècle), la carte d'état-major (1820-1866) et les cartes ou photos aériennes de l'IGN pour la période actuelle (1950 à aujourd'hui).

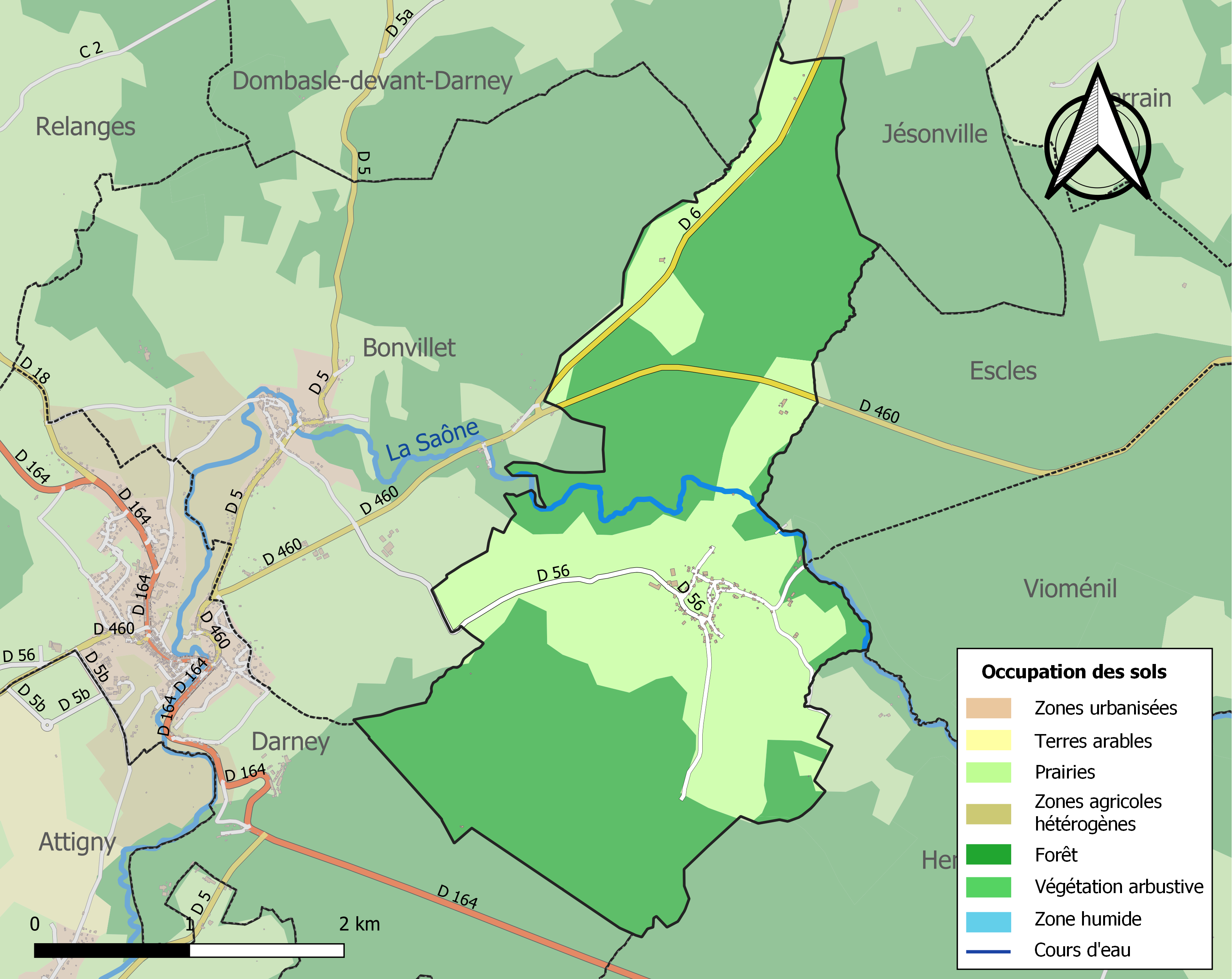
Carte des infrastructures et de l'occupation des sols de la commune en 2018 (CLC).

## Population et société

### Démographie

#### Évolution démographique
L'évolution du nombre d'habitants est connue à travers les recensements de la population effectués dans la commune depuis 1793. Pour les communes de moins de 10 000 habitants, une enquête de recensement portant sur toute la population est réalisée tous les cinq ans, les populations de référence des années intermédiaires étant quant à elles estimées par interpolation ou extrapolation. Pour la commune, le premier recensement exhaustif entrant dans le cadre du nouveau dispositif a été réalisé en 2005.

En 2022, la commune comptait 91 habitants, en évolution de −9 % par rapport à 2016 (Vosges : −2,96 %, France hors Mayotte : +2,11 %).
| 1793 | 1800 | 1806 | 1821 | 1831 | 1836 | 1841 | 1846 | 1856 |
| ---- | ---- | ---- | ---- | ---- | ---- | ---- | ---- | ---- |
| 350  | 384  | 368  | 369  | 421  | 430  | 392  | 387  | 335  |

| 1861 | 1866 | 1876 | 1881 | 1886 | 1891 | 1896 | 1901 | 1906 |
| ---- | ---- | ---- | ---- | ---- | ---- | ---- | ---- | ---- |
| 389  | 365  | 341  | 340  | 397  | 287  | 248  | 253  | 255  |

| 1911 | 1921 | 1926 | 1931 | 1936 | 1946 | 1954 | 1962 | 1968 |
| ---- | ---- | ---- | ---- | ---- | ---- | ---- | ---- | ---- |
| 242  | 206  | 206  | 170  | 177  | 170  | 162  | 146  | 136  |

| 1975 | 1982 | 1990 | 1999 | 2005 | 2006 | 2010 | 2015 | 2020 |
| ---- | ---- | ---- | ---- | ---- | ---- | ---- | ---- | ---- |
| 113  | 103  | 116  | 111  | 110  | 109  | 107  | 100  | 94   |

| 2022 | - | - | - | - | - | - | - | - |
| ---- | - | - | - | - | - | - | - | - |
| 91   | - | - | - | - | - | - | - | - |

Quelques chiffres des anciennes populations :
- En 1710, 24 habitants,
- An 12, 385 habitants,
- En 1830, 400 habitants,
- En 1847, 392 habitants,
- En 1867, 375 habitants,
- En 1885, on relevait une population de 340 habitants, 90 maisons, 93 électeurs, 10 constructions municipales.

### Enseignement
En 1885 l’école primaire mixte accueillait 94 élèves et la bibliothèque comptait 68 volumes.
Les établissements d'enseignement proches :
- Écoles maternelles et primaires à Bonvillet et Darney,
- Collèges à Darney,
- Lycées à Harol et Bains-les-Bains.

### Santé
Professionnels et établissements de santé :
- Médecins à Darney, Lerrain, Monthureux-sur-Saône, Charmois-l'Orgueilleux, Passavant-la-Rochère, Fontenoy-le-Château.
- Pharmacies à Darney, Hennezel, Lerrain, Monthureux-sur-Saône, Passavant-la-Rochère, Fontenoy-le-Château.
- Hôpitaux à Ville-sur-Illon, Vittel.

### Cultes
- Culte catholique : La paroisse dépendait de la cure de Darney[26]. La commune dépend aujourd'hui de la paroisse Saint-Martin-de-la-Forêt, Diocèse de Saint-Dié[27].

### Manifestations culturelles et festivités
La fête patronale a lieu le dimanche suivant le 10 août, le patron de Belrupt est saint Laurent.

## Économie

### Entreprises et commerces

#### Agriculture
En 1885, la surface territoriale était de 914 hectares, dont 273 en terres labourables, 135 en prés, 486 en bois, 5 en jardins, vergers, chènevières. Les cultures principales étaient le blé, l’orge, l’avoine et les pommes de terre. La valeur de la forêt était estimée à 34 000 fr (revenus annuels de la commune étaient de 264 fr).
Les fermes à l'écart étaient Bonjacques 15 habitants, Jousey 8 habitants, Mauneson 6 habitants.
Élevages de vaches laitières et de chevaux et d'autres équidés.
Un inventaire du patrimoine agricole a été dressé par le service régional de l'Inventaire général du patrimoine culturel.

#### Tourisme
- Hébergements et restauration à Donbasle-devant-Darney, Claudon, Monthureux-sur-Saône, Bains-les-Bains.

#### Commerces
- Commerces et services de proximité.
- En 1885, la commune comptait :

une carrière de pierre meulière ;
une scierie mécanique pour la fabrication de pelles en bois et tous articles de boisselleries (7 ouvriers) ;
un moulin ;
quelques commerces, dont fromages, porcs et verres.

#### Industries
Le projet de schéma régional éolien de la Lorraine a été annulé par la justice. La commune de Belrupt est donc écartée de la liste des communes susceptibles d'accueillir des éoliennes.

## Culture locale et patrimoine

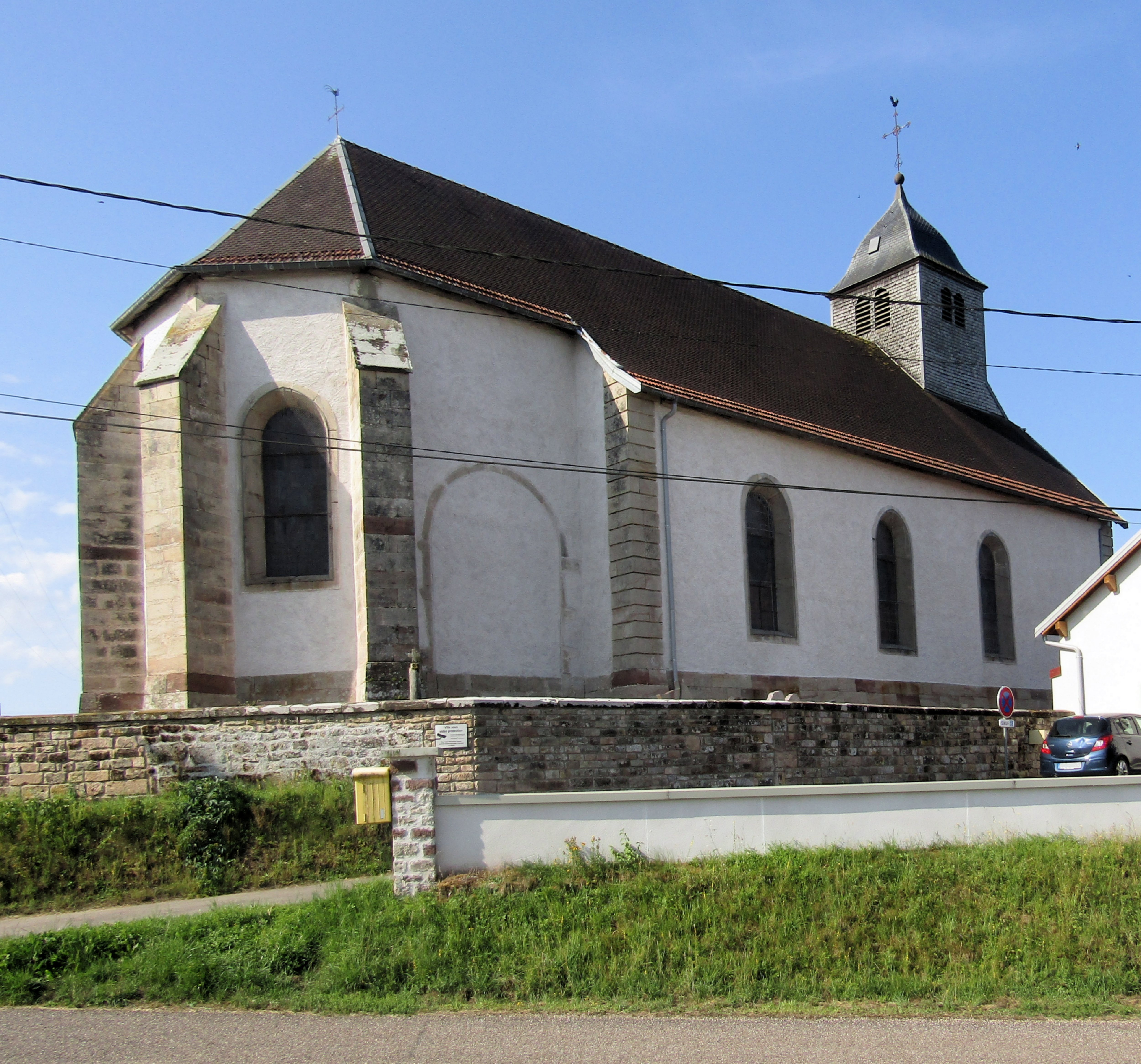
L'église Saint-Laurent de Belrupt, côté nord.

### Lieux et monuments
- On a cru trouver aux environs de Belrupt des traces de monuments druidiques[31], entre autres la roche dite « du Trésor ».
- L'église Saint-Laurent actuelle a été construite en 1763 ; la mairie et l’école en 1842.
- Ferme avec pierre de fondation datée 1791[32],[33].
- Un viaduc[34] permettait à la ligne de chemin de fer de passer la vallée de la Saône.
- Monument aux morts cantonal de Darney[35],[36].

### Personnalités liées à la commune
- Joseph Corde, général d'artillerie[37].

### Héraldique, logotype et devise
| Blason | Blasonnement : D'azur au lion d'argent. Commentaires : Ce sont les armes de la famille Belrupt, d’ancienne chevalerie. Cette famille, éteinte depuis le XVe siècle, a donné son nom à la commune,. |